# Зутфен
Зутфен (хол. Zutphen) је град у Холандији у покрајини Хелдерланд. Према процени из 2007. у граду је живело око 47.000 становника.

## Градови побратими
- Сату Маре
- Тарту
- Шрузбери
- Вила Сандино
- Хорстмар